# Bernardo O'Higgins
Pour les articles homonymes, voir O'Higgins et Riquelme.
Bernardo O'Higgins Riquelme est un général et chef d’État chilien, né à Chillán le 20 août 1778 et mort à Lima le 24 octobre 1842. Il est considéré comme l'un des pères de la patrie chilienne car il fut l'une des figures militaires fondamentales de l'indépendance et le premier chef d'État du Chili indépendant. Il dirigea le pays sous le titre de Commandeur Suprême (Director Supremo) entre 1817 et 1823, date à laquelle il se retira volontairement de la présidence afin d'éviter une guerre civile. À la suite de sa démission, il s'exila au Pérou, où il resta jusqu'à sa mort en 1842.
Son nom d'origine, Ó hUiginn en gaélique, fut changé en O'Higgins par les Anglais car ils n'arrivaient pas à le prononcer. C'est avec ce patronyme que le père de Bernardo, Ambrosio O'Higgins, originaire d'Irlande, s'installa et se fit connaître au Chili.

## Jeunesse
Bernardo O'Higgins naît à Chillán en 1778. Il est le fils illégitime d'Ambrosio O'Higgins (en) et de doña Isabel Riquelme (en). Son père, d'origine irlandaise, émigré en Espagne, est un militaire au service de la Couronne espagnole, nommé Intendant de Concepción en 1786 puis gouverneur de la Capitainerie générale du Chili et plus tard vice-roi du Pérou. 
À l'âge de 4 ans, Bernardo quitte la maison maternelle sur décision de son père, et part vivre chez un paysan de Talca, Juan Albano Pereira. Pour son éducation, il est inscrit à Chillán au Colegio de Naturales, un établissement réservé aux enfants illégitimes. Bernardo n'est pas reconnu immédiatement par son père et il garde un certain temps le nom de Bernardo Riquelme. Plus tard, toujours à la demande son père, il est placé sous la tutelle du premier comte de Maulle, puis il suit les cours du Colegio del Príncipe à Lima. Il voyage ensuite en Europe, d'abord à Cadix, puis à Londres où il étudie au collège de Richmond.
En Angleterre il rencontre le Vénézuélien Francisco de Miranda, qui le met sur le chemin de l'émancipation de l'Amérique espagnole. Bernardo O'Higgins est impressionné par la rhétorique de Miranda qui lui conseille de retourner en Amérique. La fréquentation de Miranda lui vaut d'être identifié  par des espions comme un ennemi du roi d'Espagne.
Il retourne à Cadix en 1799 mais ne parvenant pas à adopter selon son désir la carrière militaire, il décide de retourner en Amérique. Il s'embarque le 3 avril 1800 sur la frégate La Confiance à destination de Buenos Aires pour rejoindre le Chili, mais le navire est capturé par un vaisseau de guerre britannique et renvoyé à Cadix. En 1801, il s'embarque de nouveau à destination du Chili et est sur le point de périr dans un naufrage en Terre de Feu. Il arrive finalement au Chili en 1802. L'année suivante, il entre en possession des biens hérités de son père mort en 1801. Celui-ci lui lègue San José de Las Canteras, une propriété de 167 hectares comprenant plus de 4 000 têtes de bétail. C'est à partir de cette époque qu'il commence à se faire appeler Bernardo O'Higgins Riquelme.

## Débuts de la Révolution et de la lutte pour l'indépendance
Il fait des débuts dans la vie publique en 1804, lorsqu'il est nommé maire de Chillán. Deux ans plus tard, il est nommé maître de camp.
Au moment du 18 septembre 1810, il occupe le poste de sous-délégué de l'île de La Laja. Il s'unira au mouvement indépendantiste fin 1810 puis sera élu député du Congrès constituant en 1811.

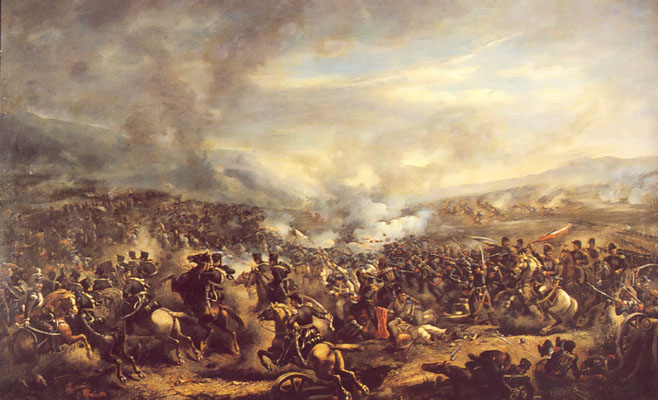
Bataille de El Roble.

Après le premier coup d'État de José Miguel Carrera il se forme une nouvelle junte de gouvernement qui désigne O'Higgins comme son porte-parole. Il accepte d'assumer cette fonction, mais ses relations médiocres avec Carrera le poussent à se retirer dans sa propriété de Las Canteras.
En 1813, l'arrivée de la première expédition royaliste au Chili commandée par le brigadier Antonio Pareja, le décide de sortir de sa retraite. Il réunit des miliciens de La Laja et les emmène jusqu'à Concepción qu'il croit en danger. Après avoir reçu un message lui ordonnant de disperser ses troupes, déstabilisé, il rejoint Talca où il se place sous les ordres de Carrera.
Carrera lui ordonne de marcher sur Linares pour stopper le commandant espagnol Melchor Carvajal progressant sur Talca. O'Higgins réussit à vaincre les dragons de Carvajal sur la place de Linares, une des premières victoires chiliennes dans la guerre de l'indépendance. En reconnaissance, O'Higgins est nommé colonel par la junte de gouvernement de Santiago. À partir de cette date, la figure d'O'Higgins commence à faire de l'ombre à Carrera.
Après diverses escarmouches victorieuses, O'Higgins se dirige vers Chillán. La campagne est un désastre pour les patriotes bien qu'il combatte avec un courage téméraire qui le rend célèbre parmi les soldats. Pour se venger de son appui à l'indépendance, les royalistes brûlent sa propriété et prennent en otage sa mère et sa sœur qui seront ensuite utilisées comme monnaie d'échange et de chantage pour la libération de la femme du général Sánchez et la signature du Traité de Lircay qui reconnaît la couronne d'Espagne comme autorité.
Le 17 octobre, dans la vallée de El Roble, O'Higgins et ses hommes sont attaqués par des soldats royalistes. Dans le fracas de la bataille, O'Higgins lance une phrase devenue célèbre:

« À moi jeunes gens ! Ou vivre avec honneur, ou mourir avec gloire ! Que les braves me suivent ! »

— Bernardo O'Higgins, lors de la bataille de El Roble.
Même après avoir été blessé par une balle, il continue de se battre, jusqu'à ce que la situation le force à la retraite. José Miguel Carrera reconnaîtra l'héroïsme de O'Higgins en rédigeant son rapport sur la bataille :

« Je ne peux laisser sous silence  le juste éloge que mérite dignement le tant connu O'Higgins, à qui il doit être considéré par Votre Excellence comme le premier soldat à être  capable  de lui seul de retrouver et unir héroïquement le mérite des gloires et triomphes de l'État chilien »

— José Miguel Carrera, rapport officiel de la bataille de El Roble, 25 octobre 1813.

## Bernardo O'Higgins Général en chef

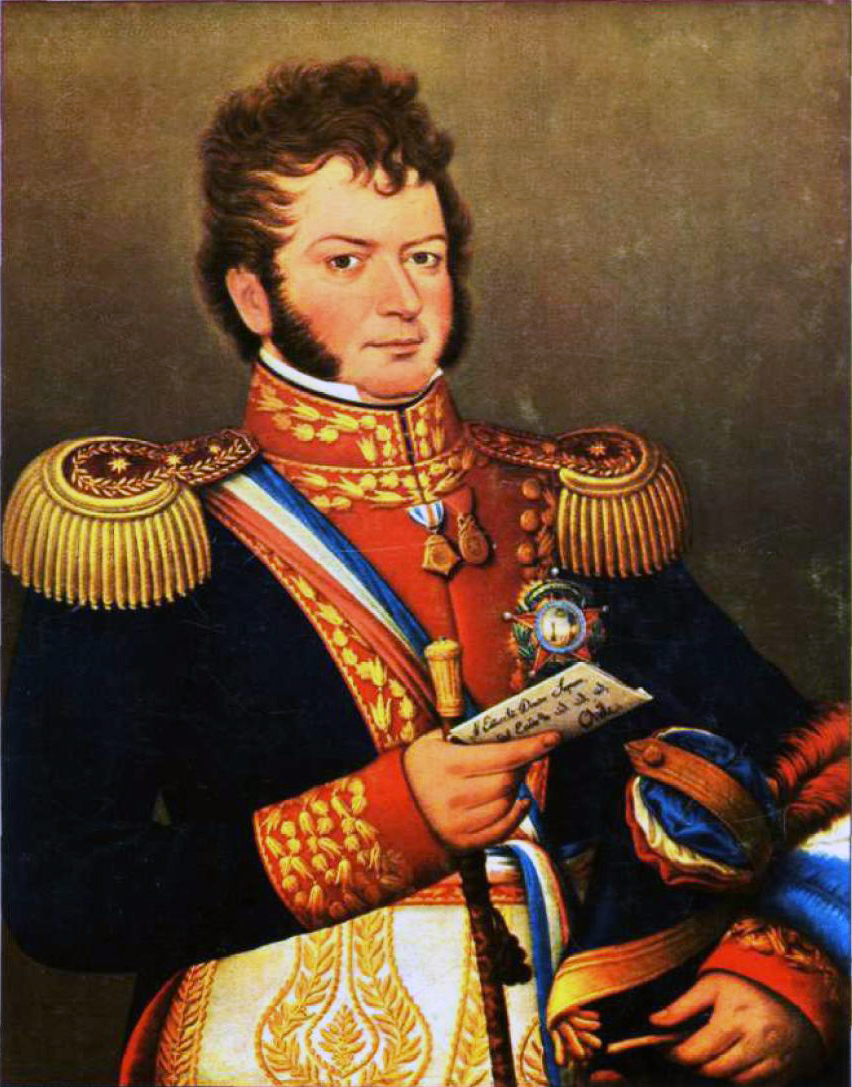
O'higgins, général constitutionnel.

La junte de gouvernement se déplaça de Santiago à Talca et nomma O'Higgins Général en chef, destituant par là même Carrera.
O'Higgins hésita pendant 3 mois avant d'accepter la charge, et ce n'est que lorsque Carrera se résigna et se retira à Concepción qu'il prit son mandat, le 28 janvier 1814. Deux jours seulement après l'arrivée d'une nouvelle expédition royaliste, dirigée par Gabino Gaínza et mieux armée que la précédente.
Les Royalistes s'emparèrent de Concepción et de Talca. Une nouvelle campagne commença mais contrairement aux précédentes ce fut un désastre pour l'armée chilienne avec de cuisantes défaites lors des batailles de El Quilo et El Mambrillar. Le chilien, dont la famille était séquestrée par les royalistes, se vit dans l'obligation de signer le Traité de Lircay, reconnaissant la « légitimité de la colonisation ». O'Higgins perdit une grande part de sa popularité avec cette capitulation.
Carrera refusa d'accepter cette situation et conduisit un putsch sur le gouvernement, renversant le Commandeur suprême Fransisco de Lastra et reprenant la direction des armées. Le 29 juillet un conseil municipal ouvert et une nouvelle junte de guerre se réunirent à Talca et décidèrent de renier le nouveau gouvernement et de le renverser par les armes. O'Higgins marcha sur la capitale, combattant contre les troupes de Carrera dirigées par son frère Luis lors de la bataille des Trois-Canaux (es) (combate de Las Tres Acequias) le 3 septembre. Ce fut une défaite pour O'Higgins.
Avec l'arrivée d'une nouvelle expédition espagnole sous les ordres de Mariano Osorio, Carrera et O'Higgins se réconcilièrent et O'Higgins se replaça sous les ordres de Carrera.

## Le Désastre de Rancagua
Pour affronter les royalistes, O'Higgins décide d'occuper Rancagua, s'opposant à José Miguel Carrera qui trouvait plus avisé d'occuper la Angostura de Paine. Le 25 septembre, O'Higgins fortifie tous les accès à la place de Rancagua.
Le 1er octobre, avec 4 500 royalistes et 18 canons, plus du double de l'équipement adverse, Osorio se présente aux portes de Rancagua. Il n'y avait aucun moyen de communiquer avec les divisions commandées par Carrera et Benavente et O'Higgins dut se réfugier à l'intérieur de la ville. Ils se postèrent le long des quatre rues qui débouchaient sur la place centrale. Après une première tentative ratée pour s'emparer de la place, Osorio décide de bombarder et d'assaillir les tranchées des quatre rues simultanément. Cependant, les patriotes résistèrent jusqu'à la tombée de la nuit et l'obscurité naissante mit fin aux combats. Les patriotes passèrent la nuit en sécurité mais sans eau car les royalistes coupèrent l'arrivée d'eau en ville.
Le 2 octobre, la bataille continue avec férocité, les patriotes ont résisté à six attaques franches depuis le début de l'affrontement mais ils sont quasi-défaits. Dans une ultime tentative pour sauver les survivants, O'Higgins et ses soldats lancent l'assaut, s'ouvrant un passage dans les lignes ennemies, ce qui deviendra le désastre de Rancagua.

« À cheval ceux qui le peuvent ! Nous nous ouvrirons un passage à travers l'ennemi ! »

— O'Higgins lors du désastre de Rancagua.

## L'Armée des Andes
Avec les survivants O'Higgins se rend à Santiago où il a sa dernière entrevue avec Carrera. Une entrevue où l'animosité entre les deux hommes est manifeste. À l'instar d'autres patriotes trop impliqués dans la guerre d'indépendance, O'Higgins fuit en Argentine avec sa mère et sa sœur. Après avoir franchi la cordillère, il rejoint Mendoza le 16 octobre où il est reçu par Juan MacKenna et José de San Martín.
Après un bref séjour à Mendoza, O'Higgins se rend à Buenos Aires. Il y reste jusqu'à ce que le gouvernement de Buenos Aires décide de l'intégrer à l'armée en formation à Mendoza. Durant l'organisation de l'armée de libération, il développe avec San Martín une forte amitié qui durera jusqu'à leur mort. Cette amitié avait en réalité commencé en Europe à la loge Lautaro.
Une fois terminés les préparatifs, l'armée se met en marche le 21 janvier 1817. Ils traversent la cordillère par le passage de Los Patos (Les Canards) et libèrent Putaendo lors du combat de las Coimas (7 février 1817) puis San Felipe el Real. Ils se réunissent à Curimón avec les troupes de Las Heras qui arrivent de Santa Rosa de Los Andes, et se dirigent vers les collines de Chacabuco. Le 12 février, sur la côte de Chacabuco, ils affrontent l'armée royaliste dirigée par le colonel Rafael Maroto. O'Higgins charge héroïquement contre les Espagnols, un acte que le colonel Estanislao Soler qualifiera d'insubordination, mais que San Martín reconnaîtra comme plein de bravoure. Ce qui est certain c'est que cette charge de la division du général O'Higgins mena l'armée patriote à la victoire. Le jour suivant, une junte offre la direction du pays à San Martín en remerciement de sa participation à la victoire de la veille, mais celui-ci refuse la charge. Plus tard, 200 cités voisines de Santiago proclament Bernardo O'Higgins commandeur suprême de la jeune nation. Ce jour marque le début ce qu'on appellera la « Nouvelle Patrie ».

## O'Higgins, commandeur suprême de la Nation
O'Higgins désigne comme ministres d'État Miguel Zañartu à l'Intérieur et José Ignacio Zenteno à la Guerre. Pour affronter les problèmes financiers, il crée le ministère des Finances, dirigé par Hipólito Villegas. Il abolit les titres de noblesse et crée la Légion du mérite, il lutte contre les préjugés religieux en supprimant des églises les représentations et images inesthétiques ou ridicules. Il substitue également à l'ancienne monnaie à l'effigie de Ferdinand VII une nouvelle devise montrant le sceau du gouvernement.
Le 2 février 1818, à Talca, il signe l'Acte d'indépendance du Chili, auquel il sera prêté serment sur la place d'Armes de Santiago le 12 du même mois. Il réunit le peuple de Santiago dans la cathédrale le 13 mars suivant, pour jurer aux pieds de Notre-Dame du Mont-Carmel de faire construire une église en son honneur sur le site de la victoire finale. À partir de ce moment la Vierge du Carmel est proclamée patronne des armées chiliennes.
À l'annonce de la présence de troupes royalistes à Talcahuano, O'Higgins envoie une expédition pour en finir avec l'armée royale. Mais l'espoir de mettre fin au conflit s'efface lorsqu'il s'avère qu'une nouvelle expédition royaliste est en route, dirigée par Mariano Osorio.
Les royalistes attaquent par surprise le 19 mars à Cancha Rayada et infligent aux patriotes une défaite dont O'Higgins sort grièvement blessé au bras. Le croyant mort et désespérant de l'arrivée de San Martín, Manuel Rodriguez prend le commandement après un discours devant le conseil et avoir été élu par acclamation du peuple. Lorsqu'il apprend la nouvelle, O'Higgins se rend immédiatement à Santiago ignorant les recommandations de son médecin, rétablit l'ordre et réorganise les forces patriotes.

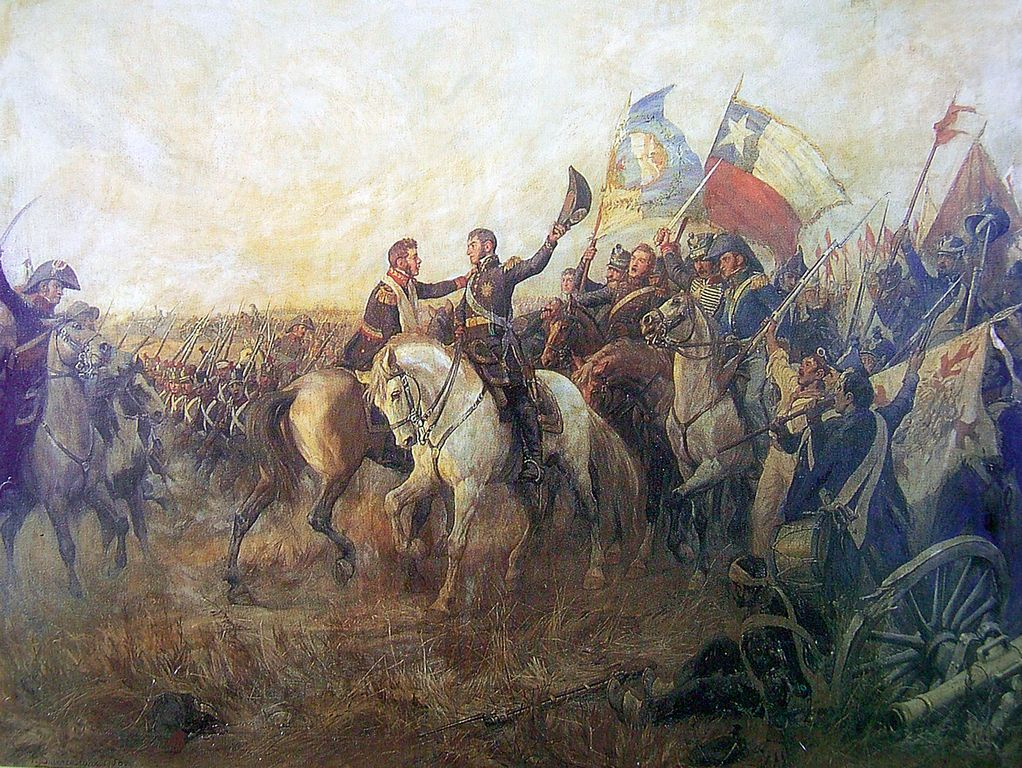
Accolade de Maipú.

Le 5 avril, les forces chiliennes et argentines commandées par San Martín affrontent les royalistes de Osorio lors de la bataille de Maipú. O’Higgins avait quitté la capitale ce même jour et se dirigeait vers le Maipu avec quelque mille miliciens pour participer à la bataille finale. Quand il arriva sur le champ de bataille, O’Higgins serra San Martín dans ses bras en le saluant ainsi :

« O'Higgins — ¡Gloire au sauveur du Chili!
San Martín — Général, le Chili n’oubliera jamais l’illustre invalide qui se présente encore blessé sur le champ de bataille. »

— O'Higgins et San Martín lors de l’accolade du Maipú.
O’Higgins se consacra à l’organisation de la Première Escadre Nationale pour assurer la souveraineté du Chili en particulier, mais du reste de l’Amérique du Sud en général puisque ses navires participèrent à l’Expédition de Libération du Pérou. L’escadre partit le 20 août 1820, anniversaire de O’Higgins, et le général vint à Valparaíso pour lui faire ses adieux.
La guerre n’était pas finie dans le sud et O’Higgins dut affronter une nouvelle menace : les bandits ; en particulier la bande de Vicente Benavides.
En termes politiques, il proclama deux traités fondamentaux, la Constitution de 1818 et la Constitution de 1823, et il se déclara Commandeur Suprême de la Nation, qui possédait un congrès à deux chambres, la chambre des députés et la chambre des sénateurs.
Parmi ses œuvres, se détachent la création de l'École militaire, destinée à la préparation des officiers de l'armée chilienne ; la création de l'Académie des Garde-Côtes le 4 août 1818, qui aujourd'hui est devenue l'École Navale, de l'organisation du marché des approvisionnements, il permit la diffusion du vaccin contre la variole et la création de la Assemblée médicale nationale, il rouvrit l'Institut et la Bibliothèque Nationale, transforma le dépotoir de La Cañada sur la Promenade des Délices (aujourd'hui Alameda Bernardo O'Higgins), il améliora l'éclairage public, termina le canal du Maipo ; Il a fondé les villes de Vicuña, San Bernardo et La Unión, et commença les fondations d'une chapelle où se trouvent aujourd'hui le Templo Votivo, la basilique Notre-Dame-du-Mont-Carmel à Maipú.
O'Higgins gouverna de manière autocratique durant les 6 ans suivants, sous un grade légal créé sur mesure ; les décisions prise par O'Higgins eurent pour conséquences l'inimitié déclarée et furibonde du clergé royaliste (mené par l'évêque de Santiago, José Rodríguez Zorrilla) et des propriétaires aristocrates, qui virent leur droit à l'héritage menacé depuis l'époque de la Colonie.
Son gouvernement se vit impliqué dans une série de « crimes d'État », dont il fut jugé responsable, que ce soit l'assassinat de Manuel Rodríguez à Tiltil sous l'ordre de Bernardo de Monteagudo, l'exécution à Mendoza de Luis et Juan José Carrera pour tentative de coup d'État dans la ville et, plus tard, de José Miguel Carrera pour ses nombreuses tentatives en Argentine. Ces faits ont rendu la gestion de O'Higgins à la tête du pays chaque fois plus impopulaire et ont, pour finir, marqué le début de la fin de son pouvoir.
La situation économique du pays n'était pas enviable et, pour couronner le tout, le 19 novembre 1822 un tremblement de terre frappa la zone centrale du pays. Cherchant une solution aux problèmes financiers, en 1822 il ordonne à Antoine José de Irisarri de signer un emprunt d’un million de livres en Angleterre, obtenu après d'ardues négociations.

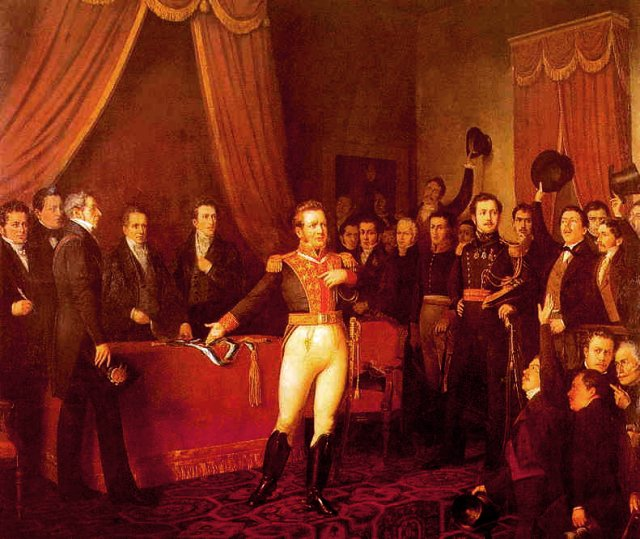
O'Higgins rendant le pouvoir suprême.

Le mécontentement envers sa façon de gouverner ne cessa de grandir. La nouvelle Constitution de 1822 est perçue par l'opinion publique comme une tentative désespérée de s'accrocher au pouvoir et provoque la rébellion des provinces dirigées par Ramón Freire. Malgré le fait qu'il compte sur des troupes loyales et sur le solde de l'emprunt anglais, il souhaite éviter une guerre civile imminente et renonce pour cette raison le 28 janvier 1823, laissant le commandement à l'autorité désignée par le peuple de Santiago, à savoir une junte de trois personnes.
Ayant lu l'acte, O'Higgins prêta serment aux membres de la junte et leur remit le commandement en prononçant la harangue suivante :

« Je regrette de ne pas déposer cet insigne devant l'assemblée nationale, de qui je l'avais reçu ; je regrette de me retirer sans avoir consolidé les institutions qu'elle avait crues conformes au pays et qu'elle avait juré de défendre ; mais au moins j'ai la consolation de laisser le Chili indépendant de toute domination étrangère, respecté à l'extérieur et couvert de gloire par ses faits d'armes.
Je rends grâce à la  divine providence qui m'a choisi comme instrument pour de tels biens, et qui m'a accordé la force d'âme nécessaire pour résister au poids immense qu'ont fait peser sur moi les circonstances malheureuses dans lesquelles j'ai exercé le commandement.
Je demande vraiment au Ciel qu'il protège de la même façon ceux qui doivent me succéder.
Messieurs, à présent je suis un simple (pour une république, c'est malheureux, citoyen conviendrait mieux) sujet. Pendant que j'étais investi de la première dignité de la république, le respect, sinon à ma personne, du moins à cette haute fonction, devait être d'imposer le silence à vos plaintes. Maintenant vous pouvez parler sans retenue. Que mes accusateurs se présentent. Je veux connaître les malheurs que j'ai causés, les larmes que j'ai fait couler. Sortez et accusez-moi. Si les malheurs que vous m'envoyez à la face se sont produits non pas du fait exact de l'époque du pouvoir mais de l'assouvissement de passions mauvaises, ces malheurs ne peuvent se purger qu'avec mon sang. Prenez de moi la vengeance que vous voulez, je ne vous opposerai pas de résistance. Ici est ma poitrine!. »

— Abdication de Bernardo O'Higgins.
Après avoir parlé ainsi, il ouvrit violemment sa casaque et offrit sa poitrine nue à ses accusateurs, à quoi les présents répondent : « Nous n'avons rien contre le général O'Higgins. Que vive O'Higgins! »

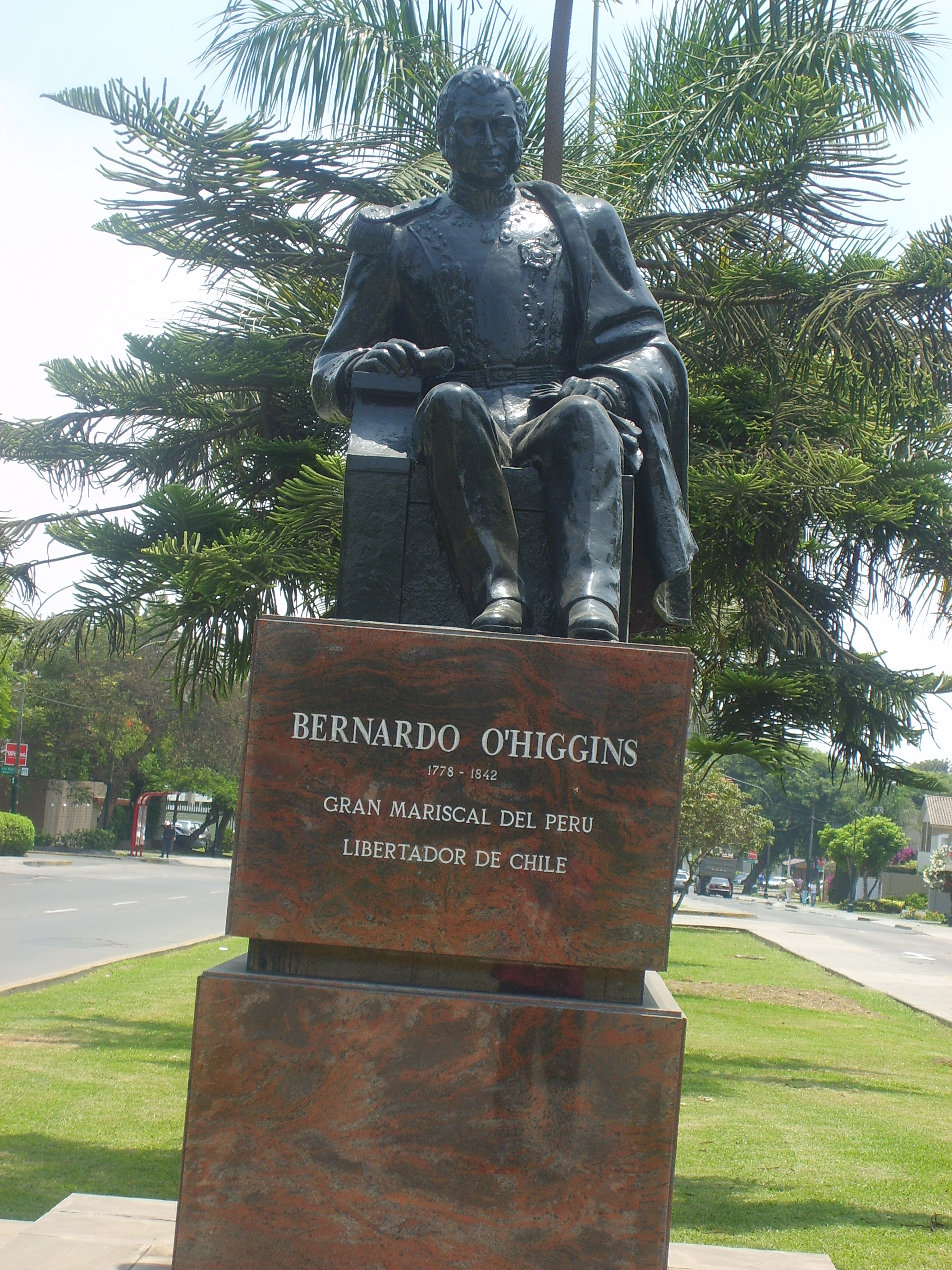
Monument au Grand Maréchal du Pérou et libérateur du Chili, Bernardo O’Higgins, Lima, Pérou.

## Exil et mort au Pérou
Après avoir démissionné, O'Higgins embarqua du port de Valparaíso en juillet 1823, à bord d'une corvette britannique, et ne revit plus jamais le Chili. Il avait tout d'abord l'intention de retourner en Irlande mais, pendant qu'il était au Pérou, il fut convaincu par Simón Bolívar de rejoindre la lutte pour l'indépendance du pays. Le gouvernement de Bolívar accorda à O'Higgins deux haciendas à San Vicente de Cañete, près de Lima. Il y vécut en exil le restant de sa vie en compagnie de son fils illégitime, Pedro Demetrio O'Higgins, de sa mère et de sa demi-sœur, Rosa Rodriguez Riquelme. Selon un documentaire récent, O'Higgins eut également une fille, prénommée Petronila, de Patricia Rodriguez. Comme son père Ambrosio avant lui, il ne reconnut jamais officiellement aucun de ses enfants. 
O'Higgins partit rejoindre l'armée de Bolívar pour participer à la libération finale du Pérou, mais il découvrit que Bolívar n'avait aucune intention de lui donner un commandement, le nommant à la place général de Grande Colombie et faisant de lui le juge d'une Cour martiale spéciale pour les volontaires du Chili. En revenant à Lima, O'Higgins apprit la victoire de Bolívar lors de la bataille d'Ayacucho. Il vint se joindre aux célébrations de la victoire, mais en tant que simple civil. « L'Amérique est libre », dit-il à Bolívar, « aussi à partir de maintenant le général O'Higgins n'existe plus. Je suis seulement Bernardo O'Higgins, un simple citoyen. Ma mission en Amérique est terminée. »
Quand Andrés de Santa Cruz fut placé à la tête de la Confédération péruano-bolivienne en 1836, O'Higgins approuva sa politique d'intégrationnisme et lui écrivit une lettre l'année suivante pour le soutenir quand la Confédération fut attaquée par les troupes chiliennes de Diego Portales, se proposant d'agir comme médiateur dans ce conflit. Quand Agustín Gamarra arriva au pouvoir, O'Higgins se trouva en disgrâce mais, dans le même temps, le gouvernement chilien avait commencé à le réhabiliter, le rétablissant à son ancien rang de capitaine-général de l'armée chilienne. En 1842, le Congrès national chilien vota pour permettre à O'Higgins de revenir au Chili. Cependant, alors qu'il était en route pour Callao afin de s'embarquer pour le Chili, O'Higgins commença à souffrir de problèmes cardiaques. Son médecin lui prescrivit de retourner à Lima, où il mourut le 24 octobre 1842, à l'âge de 64 ans.

## Ministres d'État
| Ministère                              | Noms |
| -------------------------------------- | --- |
| Intérieur et Relations Internationales | - Miguel Zañartu y Santa María (1817-1818) - Antonio José de Irisarri Alonso (1818) - Joaquín Echeverría Larraín (1818-1823)                                                                         |
| Guerre et Marine                       | - José Ignacio Zenteno (1817-1821) - José Antonio Rodríguez Aldea (1821-1823) |
| Finances                               | - Hipólito de Villegas (1817-1818) - Anselmo de la Cruz (1818) - José Miguel Infante (1818) - Anselmo de la Cruz (1818-1820) - José Antonio Rodríguez Aldea (1820-1823) - José Miguel Infante (1818) |

## Hommages
Après sa mort, O'Higgins fut d'abord enterré au Pérou avant d'être rapatrié au Chili en 1869. Pendant longtemps, il reposa dans un cercueil en marbre au cimetière de Santiago avant que ses restes ne soient transférés en 1979 par Augusto Pinochet à l'Altar de la Patria, devant La Moneda. En 2004, son corps fut conservé temporairement à l'école militaire chilienne avant d'être finalement installé dans la toute nouvelle Crypte du Libérateur.   

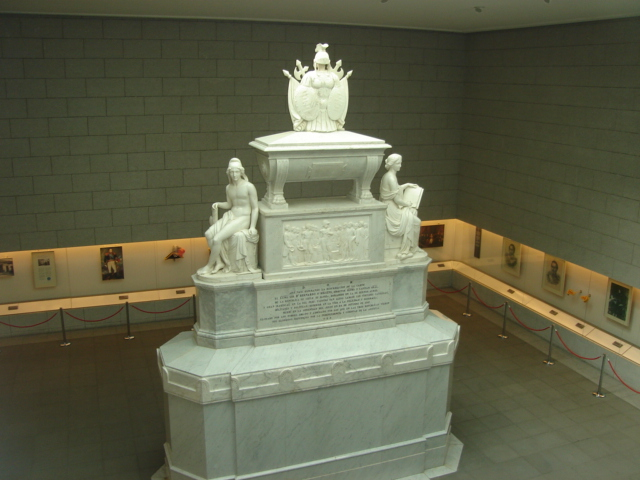
La crypte de Bernardo O'Higgins au palais de La Moneda.

Plusieurs monuments ont été érigés ou baptisés en l'honneur d'O'Higgins à travers le monde. Le village chilien de Villa O'Higgins a été nommé en son honneur. La principale rue de Santiago du Chili s'appelle l'Avenida del Libertador Bernardo O'Higgins et un parc national chilien porte son nom. Il se trouve un buste de lui dans le square O'Higgins de Richmond, au sud-ouest de Londres. Tous les ans, une cérémonie s'y déroule en présence de membres de l'ambassade chilienne. Une plaque a été érigée à Clarence House, également à Richmond, où il vécut pendant qu'il étudiait à Londres. Il existe également des plaques en son honneur à Merrion Square, à Dublin, ainsi qu'à Sligo. Un monument en sa mémoire se trouve au parc de l'Amérique-Latine, dans la ville de Québec, au Canada, et une sculpture de lui se trouve près de la Central Railway Station de Sydney. À Buenos Aires, une grande statue de lui trône au centre de la Plaza República de Chile. Une plaque a également été érigée à Cadix, sur la Plaza de Candelaria, où il a résidé durant quatre ans. Sa statue dans la ville de Concepción a été détruite par le tremblement de terre de 2010. 
L'Armada de Chile a nommé plusieurs navires en son honneur, notamment un sous-marin encore en activité, le General O'Higgins. Une base antarctique chilienne s'appelle la base General Bernardo O'Higgins. Elle est située dans la partie la plus au nord du continent antarctique.
L'ordre de Bernardo O'Higgins (en) a été créé en 1956, dans la « prolongation » (en espagnol : prolongación) de l'ordre du Mérite du Chili, ces deux distinctions n'étant destinées qu'aux étrangers au Chili.